# Плужников Віталій Харитонович
Віталій Харитонович Плужников (1901—1983) — український астроном і радянський адміністратор, спеціаліст з астрометрії, заступник директора Харківської обсерваторії (1934), декан фізичного факультету Харківського університету (1965—1966), керівник Станції оптичних спостережень штучних супутників Землі (1957-1971).
Проводив спостереження зір на меридіанному колі та спостереження покриттів зір Місяцем, брав участь в укладанні астрометричних зоряних каталогів ПФКСЗ-1, ПФКСЗ-2 та ФКСЗ, був організатором експедицій Харківської обсерваторії в Казахстан (1952) та Полтавську область (1954) для спостереження повних сонячних затемнень.
Нагороджений орденами за участь в Німецько-радянській війні. Після війни посідав керівні посади в радянській окупаційній адміністрації в Німеччині. Як секретар партійного комітету Харківського університету сприяв повоєнній відбудові головного корпусу університету.

## Біографія
Народився 5 травня 1901 року с сім'ї тесляра в слободі Біловодськ (нині селище Луганської області). Вчився в Біловодській сільській школі (до 1913), потім у чоловічій гімназії, перетвореній під час його навчання на профтехшколу. Закінчив її 1920 року. В часи навчання був активним організатором учнівської позашкільної активності. Після профтехшколи працював вчителем математики у Біловодську. У 1922—1924 служив в Червоній армії, був полковим учителем 20-го стрілецького полку у Чернігові. Потім був завідувачем районного сільського будинку Біловодська (1924—1925), партпропагандистом у селі Містки (1925—1926), інспектором з політосвіти у Старобільську (1926—1930). 1928 року вступив до комуністичної партії.
1930 року поступив на фізико-математичний факультету Харківського інституту народної освіти (пізніше увійшов до складу Харківського університету). Під час навчання викладав математику в пограншколі НКВС (1932—1937). У липні 1934 студента останнього курсу Плужникова було на кілька місяців тимчасово призначено заступником директора Харківської обсерваторії, щоб «посилити» її склад комуністами.
В 1934—1937 навчався в аспірантурі на кафедрі астрономії. Брав участь у розробці проєкту Центральної Української обсерваторії у Харкові, керував групою з обстеження астрономічних умов у районі Мерефи. Їздив на Північний Кавказ в експедицію Харківської обсерваторії для спостереженні повного сонячного затемнення 1936 року. 1937 року закінчив аспірантуру, підготував роботу «Поліпшення орбіти планети Кліо за скороченим способом Штраке» і перейшов на посад наукового співробітника обсерваторії. В той самий час виконував обов'язки проректора Вечірнього вчительського університету, був секретарем партійного комітету ХДУ імені О. М. Горького і викладав на посаді асистента кафедри астрономії Харківського державного педагогічного університету. На початку 1941 року захистив дисертацію «Розрахунок та поліпшення елементів орбіти малої планети 925 способом Штраке».
З початком Німецько-радянської війни, у червні 1941, був мобілізований до радянської армії. Безпосередньої участі у боях не брав, служив помічником начальника штабу, начальником відділу кадрів 10-ї запасної стрілецької бригади 1-го Білоруського фронту. Оскільки Плужников добре володів німецькою мовою, то після війни він працював у радянській військовій адміністрації в Німеччині на посадах старшого помічника начальника відділу адміністрації землі Саксонія (1946—1949), начальникома сектору по закладах вищої освіти радянської військової адміністрації у Німеччині (1949—1950) та начальника відділення просвіти відділу з контролю за науково-технічною діяльністю радянської контрольної комісії у Німеччині (1950). За спогадами родичів, у Німеччині на Плужникова було скоєно замах.

Пошкоджений під час війни Дім Проєктів, майбутній головний корпус університету

Наприкінці 1950 року повернувся до Харківського університету на посаду старшого наукового співробітника астрометричного відділу обсерваторії та за сумісництвом старшого викладача фізико-математичного факультету. Почав активно працювати в галузі астрометрії, очолював експедицію Харківської обсерваторії для спостереження сонячного затемнення 1952 року в Шиєлі в Казахстані, він організував експедицію Харківської обсерваторії для спостереження сонячного затемнення 1954 року в Кобеляках у Полтавській області, читав курс «Загальна астрометрія» (з 1953), спостерігав покриття зір Місяцем (1952—1955), за допомогою меридіанного кола проводив спостереження, які увійшли до каталогів ПФКСЗ-1 та ПФКСЗ-2. В 1953 році знову став секретарем партійного комітету університету і на цій посаді зробив значний внесок у відбудову університетського головного корпусу, але 1957 року пішов з цієї посади «у зв'язку із переходом на наукову роботу», і з 1957 по 1971 рік очолював створену в Харківській обсерваторії Станцію оптичних спостережень штучних супутників Землі. Продовжував наукову роботу з астрометрії на меридіанному колі і покриттів зір Місяцем.
1960 року звільнився з обсерваторії, але продовжив наукову роботу з астрометрії, брав участь в укладанні астрометричного зоряного каталогу ФКСЗ, спостерігав проходження Меркурія по диску Сонця (1972). На посаді доцента кафедри астрономії продовжував викладати сферичну і практичну астрономію, а в 1965—1966 роках навіть працював деканом фізичного факультету. Помер 7 квітня 1983 року.

## Відзнаки
- Медаль «За оборону Сталінграда» (1942)[1]
- Орден Червоної Зірки (1944)[1]
- Орден Вітчизняної війни II ступеня (1945)[1]
- Медаль «За визволення Варшави» (1945)[1]
- Медаль «За перемогу над Німеччиною у Великій Вітчизняній війні 1941—1945 рр.» (1945)[1]